# Lingua dei segni catalana
La lingua dei segni catalana o LSC (in catalano Llengua de signes catalana) è una lingua dei segni utilizzata per circa 32.000 persone in Catalogna. Ci sono più di 25.000 uditori di questa lingua (familiari, professori, interpreti, studenti, eccetera) e approssimativamente più di 7.000 persone sorde.

## Status ufficiale
Dall'anno 1994 è riconosciuto ufficialmente dalla Generalitat de Catalunya, dato che è stata approvata una proposta di legge per promuoverla e diffonderla. L'utilizzazione della LSC non è limitata nel piano delle comunicazioni informali, dato che il suo uso si è introdotto negli ambiti dove prima era ignorata o assente, come l'educazione, i mezzi di comunicazione e le amministrazioni pubbliche.
Catalogna è stata la prima Comunità Autonoma ad approvare (nel 1994) una proposta di Legge sulla promozione e diffusione della consapevolezza della LSC. Altre lingue dei segni dei Paesi catalani, come la lingua dei segni valenziana o la lingua dei segni baleare, non godono di questo status.
La FESOCA (Federazione di persone sorde della Catalogna) è una ONG (Organizzazione non governativa) senza finalità di lucro fondata nel 1979. È la sola istituzione rappresentativa della comunità sorda nel suo congiunto in Catalogna. La sua finalità è di rappresentare e difendere i diritti delle associazioni e persone sorde in generale per ottenere la sua piena partecipazione ed integrazione nella società. In questo senso organizza numerosi corsi, incontri ed attività per promuovere la lingua dei segni catalana fra la comunità sorda di Catalogna. La FESOCA chiede al Dipartimento di Politica Linguistica del Governo della Catalogna la sua instaurazione e il suo supporto per elaborare un progetto di pianificazione linguistica della lingua dei segni catalana che permetta iniziare il processo di normalizzazione. Il 29 novembre 2004, la FESOCA ha mostrato la importanza della consapevolezza legale della LSC nel nuovo Statuto di Autonomia della Catalogna.
Comunque, la LSC è un patrimonio storico, sociale e linguistico non solo proprio della FESOCA, ma anche di tutta la comunità sorda e di tutti gli utenti della LSC. Ci sono diversi gruppi di ricerca della LSC come ILLESCAT (Centro di Studi della LSC), che studia l'evoluzione della LSC e fa uno studio linguistico di questa lingua, creando anche dei neologismi (segni nuovi).
Esiste in Catalogna, allo stesso tempo, un'entità sociale che combatte per il riconoscimento sociale e politico della Lingua dei Segni Catalana con il suo prestigio e status come qualsiasi lingua, la Piattaforma per i Diritti Linguistici e Culturali degli Utenti della Lingua dei Segni Catalana; anche conosciuta come la piattaforma con lo slogan LSC, Ara!, che ha gli oggettivi seguenti:
1. Valutare l'evoluzione dell'uso della LSC (Lingua dei Segni Catalana) in tutti gli ambiti della società negli ultimi 10 anni: da l'approvazione dal Parlamento di una proposta non di Legge sulla promozione e diffusione della consapevolezza della lingua dei segni il 30 giugno 1994.
2. Vegliare per lo status della LSC davanti alla valanga di prodotti audiovisuali in LSE (Lingua dei Segni Spagnola), che causa interferenze nelle produzioni in lingua dei segni degli usuari della LSC.
3. Realizzare il ruolo di opposizione davanti agli accordi, patti e progetti che possano portare alla diminuzione dell'uso della LSC negli ambiti sociale, educativo e di ricerca.
4. Avanzare, legislativamente, fino a un livello più alto che quello di una proposta non di Legge, privata per la sua natura dagli effetti vincolanti delle leggi: fino al pieno riconoscimento della LSC come diritto linguistico e culturale irrinunciabile.

Legislativamente, la Piattaforma LSC, Ara! realizzò un documento-dossier per tutti i gruppi politici del Parlamento della Catalogna e per il Governo catalano chiedendo l'inclusione della LSC nel nuovo Statuto catalano; questo fatto ebbe una positiva ripercussione, dato che lo Statuto fu approvato per il Parlamento della Catalogna (BOPC del 3 ottobre 2005, nº224) con l'articolo 50.6 nel quale viene riflesso: I poteri pubblici devono garantire l'uso della lingua dei segni catalana e le condizioni che permettano riuscire la parità delle persone con sordità che optino per questa lingua, che deve essere oggetto d'istruzione, protezione e rispetto.
Il 26 maggio 2010, il Parlamento della Catalogna approvò per unanimità la Legge 17/2010 della lingua dei segni catalana (LSC), fatto che colloca la lingua dei segni catalana nel posto che le appartiene, le concede l'identità meritata di una lingua con un sistema linguistico proprio, come sottolineò il vicepresidente del Governo, Josep-Lluís Carod-Rovira (pubblicato pel DOGC il 3 giugno). La Catalogna è la prima regione europea ad inserire la LSC nello Statuto come materia d'insegnamento obbligatorio nelle scuole ed università per persone sorde e sordociechi catalani.

## Relazioni con altre lingue
Come succede con la maggioranza delle lingue dei segni, la lingua dei segni catalana non ha nessuna relazione di parentela con le altre lingue parlate nello stesso territorio. Le lingue dei segni si possono aggruppare per relazioni di parentela con altre lingue dei segni. Nel caso della lingua dei segni catalana, si stima un 70% d'intelligibilità soltanto con la lingua dei segni spagnola e una percentuale simile con la lingua dei segni valenciana.

## Premio LSC
Nel mese di maggio di 2015 il Dipartimento di Cultura creò il Premio LSC di fomento della lingua dei segni catalana, un guiderdone istituzionale che ha come obiettivo riconoscere persone, entità e iniziative che contribuiscono al fomento, la diffusione e il prestigio della lingua dei segni catalana, (LSC). Questo premio forma parte dei guiderdoni ufficiali della Generalitat in relazione con la proiezione e il fomento delle lingue della Catalogna, come i premi Pompeu Fabra per il catalano e il premio Robèrt Lafont, di promozione della lingua occitana. Il premio LSC di fomento della lingua dei segni catalana ha un carattere biennale e si concederà in queste tre categorie: a una persona che parla con i segni per la sua traiettoria, a un'entità e a una iniziativa che abbiano messo in rilievo il fomento e la ricerca sulla lingua dei segni catalana.

## Vedere anche
- Lingue dei segni ufficialmente riconosciute
- Lingua dei segni valenziana
- Lingua dei segni
- Dattilologia o Alfabeto manuale
- Comunità sorda
- Sordità